# Statua del dio Nilo
La statua del dio Nilo è una scultura marmorea di proprietà del Comune di Napoli databile alla metà del II secolo d.C. e che insiste nel largo Corpo di Napoli, nel cuore del centro storico della città partenopea. 
Fu rinvenuta nei pressi di Largo Corpo di Napoli (dove ora può essere ammirata), all'interno della cosiddetta Regio Nilensis, il tradizionale "quartiere alessandrino" napoletano. L'area gravitava sulla Plateia Inferiore nell'angolo sud-occidentale della città antica, che può essere definita un importante quartiere residenziale cittadino in epoca romana, e proprio qui si trova la statua.

## Storia
La storia legata alla scultura risale ai tempi della Napoli greco-romana, quando nell'area in cui tuttora insiste il monumento si stabilirono numerosi egiziani (provenienti da Alessandria d'Egitto); le colonie erano formate da ceti sociali differenti tra loro, viaggiatori, mercanti e schiavi.
Il popolo napoletano non si dimostrò avverso a questo fenomeno, tant'è che le colonie vennero soprannominate le «nilesi», in onore del vasto fiume egiziano. Gli alessandrini decisero così di erigere una statua che ricordasse loro proprio il fiume Nilo, elevato ai ranghi di divinità portatrice di prosperità e ricchezza alla loro terra natia.

Sappiamo dalle fonti che la scultura venne alla luce già nel corso del XII secolo, in concomitanza con la costruzione del primo edificio del Seggio di Nilo o di Nido (sede amministrativa del quartiere medievale, i cui resti secondo Roberto Pane sono ravvisabili nei tre portici inglobati nei muri del palazzo Pignatelli di Toritto), rimanendo visibile a tutti e lasciandone il nome nella toponomastica locale. Prima della metà del XIV secolo la statua fu trasferita in altra sede (forse nel vicino monastero di Santa Maria Donnaromita) per poi ricomparire quando fu costruito il secondo edificio del Seggio di Nilo (1476-1507) all'imbocco dell'attuale Via Paladino. Il ritrovamento è riportato, nelle loro opere storiche, da Camillo Tutini, Giovanni Antonio Summonte e, in epoca assai più recente, da Ludovico de la Ville Sur-Yllon e da Bartolommeo Capasso.

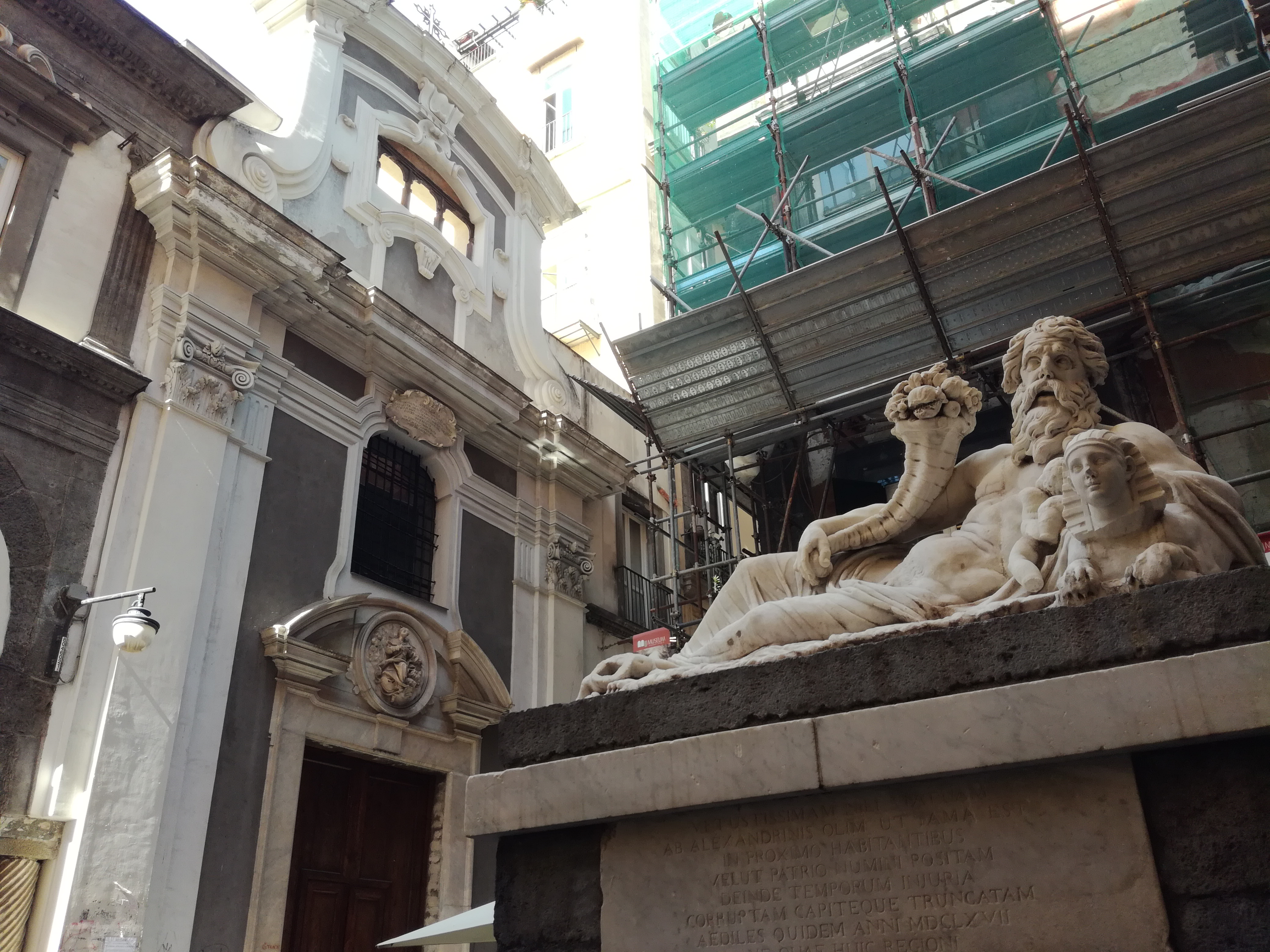
Panoramica di Largo Corpo di Napoli, piazzetta dove è collocata la statua.

A causa dell'assenza della testa, che non permise un'identificazione certa del soggetto, fu interpretata erroneamente come la statua di un personaggio femminile, per via della presenza di alcuni bambini (i putti) che sembrano allattarsi in seno alla madre. L'opera, secondo le cronache antiche, a partire dalla trecentesca Cronaca di Partenope e dalla Descrittione dei luoghi antichi di Napoli del 1549 di Benedetto De Falco, stava a simboleggiare la città madre che allatta i propri figli; da qui nacque il nome cuorpo 'e Napule (corpo di Napoli), dato anche al largo dove è tuttora ubicata.
Tuttavia Angelo di Costanzo, che scrisse nel 1581 sotto lo pseudonimo di Marco Antonio Terminio l'Apologia di tre illustri Seggi di Napoli, dove sostiene la maggiore nobiltà dei tre seggi (o sedili) di Porto, Portanova e Montagna a scapito dei due seggi di Nilo (definito con la corruzione "Nido") e Capuana, che dalla loro avanzavano altrettante pretese di primazia, riconosce e indica testualmente la statua come imagine del fiume Nilo. D'altronde il seggio ebbe il nome "Nilo" (poi corrotto in "Nido") proprio per via del ritrovamento, segno che fu in origine identificato il vero significato della statua, ma col tempo questo fu perlopiù dimenticato. 
Solo nel 1657, quando fu totalmente demolito il vecchio edificio del sedile, la scultura fu adagiata su un basamento e restaurata per iniziativa delle famiglie del seggio dallo scultore Bartolomeo Mori, il quale integrò la statua con la testa di un uomo barbuto, le sostituì il braccio destro e vi apportò la cornucopia, la testa del coccodrillo presso i piedi del dio, la testa della sfinge posta sotto il braccio sinistro e i vari putti. Infine sul basamento fu posta un'epigrafe a ricordo, il cui testo, anche se in maniera imprecisa, fu riportato da Tommaso De Rosa nella sua opera del 1702 intitolata Ragguagli storici della origine di Napoli, realizzata con l'ausilo dello zio Ignazio.
Dopo che fu persa la prima epigrafe e la statua fu danneggiata, nel 1734 fu applicata l'epigrafe dettata dal noto erudito Matteo Egizio che tuttora si può leggere, in occasione dei lavori di restauro patrocinati dalle nobili famiglie Dentice e Caracciolo e promossi da varie personalità tra cui l'architetto Ferdinando Sanfelice.
Ulteriori poderosi restauri furono apportati dallo scultore Angelo Viva tra la fine del XVIII secolo e i primi anni del XIX secolo alle parti integrate dal Mori che, a quanto pare, dovevano aver subito nel frattempo pesanti atti vandalici. Lo stesso scultore narra esplicitamente di una statua ormai ridotta a «monco di busto» cui aveva ricostruito ex novo quasi tutte le membra e quasi tutti gli elementi decorativi che la circondavano.

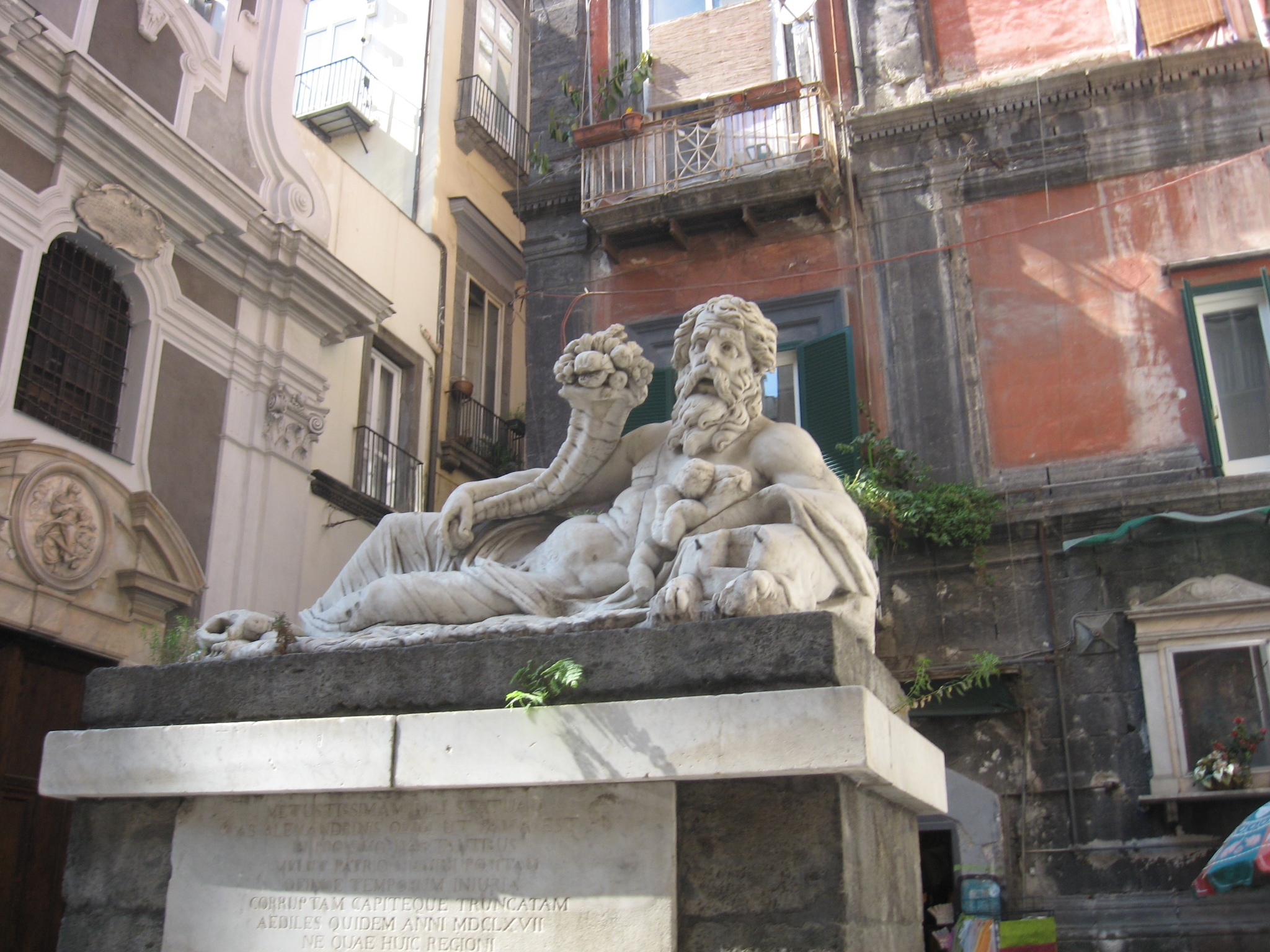
La statua prima del ritrovamento della testa della sfinge

Durante il secondo dopoguerra, due dei tre putti che circondavano in basso la divinità nonché la testa della sfinge che caratterizzava il blocco di marmo furono staccati e rubati, probabilmente per rivenderli al mercato nero. La testa della sfinge venne ritrovata nel 2013 in Austria, dopo sessant'anni dal furto, dal Nucleo Tutela Patrimonio Artistico dei Carabinieri. Al momento della diffusione della notizia, il comitato per il restauro della statua si era già ricostituito per intraprendere una nuova pulizia del monumento dopo che erano passati vent'anni dall'ultimo intervento, eseguito sempre per iniziativa del comitato nel 1993.
Il restauro, che si è prefisso anche di ricollocare la testa ritrovata, è durato per quasi tutto il 2014 e si è concluso nel mese di novembre. Il 15 novembre 2014 la statua è stata presentata alla città con una solenne inaugurazione.

## Descrizione
La scultura raffigura il Dio Nilo come un vecchio barbuto e seminudo disteso sulle onde del fiume, con i piedi posti vicino alla testa (non più visibile) di un coccodrillo con zampe leonine (che rappresenta Ammut/Ammit, il diavolo femmina divoratore di anime dannate negli inferi egiziani) e che tiene con la mano destra una cornucopia, mentre si appoggia col braccio sinistro su una sfinge con il capo coperto da un klaft, così come prevede l'iconografia tradizionale. Al petto cerca di arrampicarsi, invece, l'unico paffuto putto (pechis) superstite dell'originaria composizione, probabilmente raffigurante un affluente del fiume. Gran parte della scultura antica è frutto di integrazioni apportate nei secoli. Si riconoscono come originali: il busto, gli arti inferiori velati, il braccio e la spalla sinistri del dio; il plinto a onde su cui si distende il gruppo scultoreo; i corpi del coccodrillo e della sfinge.
La statua poggia su un basamento in piperno realizzato nel 1657. Sul lato principale del basamento è posta una iscrizione latina in marmo fatta per i lavori di restauro del 1734, in cui si registrano la storia e le peripezie della scultura.
(Targa sul basamento)
È alquanto curioso notare come l'anno del primo restauro (MDCLVII=1657) sia stato indicato nell'epigrafe in maniera imprecisa (MDCLXVII), mentre lo stesso Matteo Egizio, che l'aveva dettata, ripara all'errore indicando l'anno corretto in una sua raccolta epigrammatica.